# André Jolivard
André Jolivard, né au Mans le 15 septembre 1787  et mort à Paris le 8 décembre 1851, est un peintre paysagiste français.

## Éléments biographiques
Rejeton de la bonne bourgeoisie provinciale venu étudier le droit à Paris, il est incorporé dans le 3e régiment de gardes d'honneur le 23 juin 1813 et combat à Leipzig. Rendu à la vie civile le 24 juin 1814, il obtient son diplôme de droit en 1816 et se consacre ensuite à l'art pictural. 
Élève de Jean-Victor Bertin, il devient un peintre paysagiste apprécié. Jolivard pratique également la gravure et est membre de la Société libre des Beaux-Arts. Il est décoré de la Légion d'honneur en 1835.
Il installe son atelier au no 59 du Boulevard Saint-Martin à Paris. Il y meurt le 8 décembre 1851, victime accidentelle des combats consécutifs au coup d'État napoléonien du 2 décembre. Frappé d'une balle perdue au poignet alors qu'il ouvrait une fenêtre, l'artiste succombe du tétanos qui avait infecté sa blessure. Son fonds d'atelier et sa collection particulière sont dispersés en vente publique du 26 au 28 janvier 1852.

## Œuvre

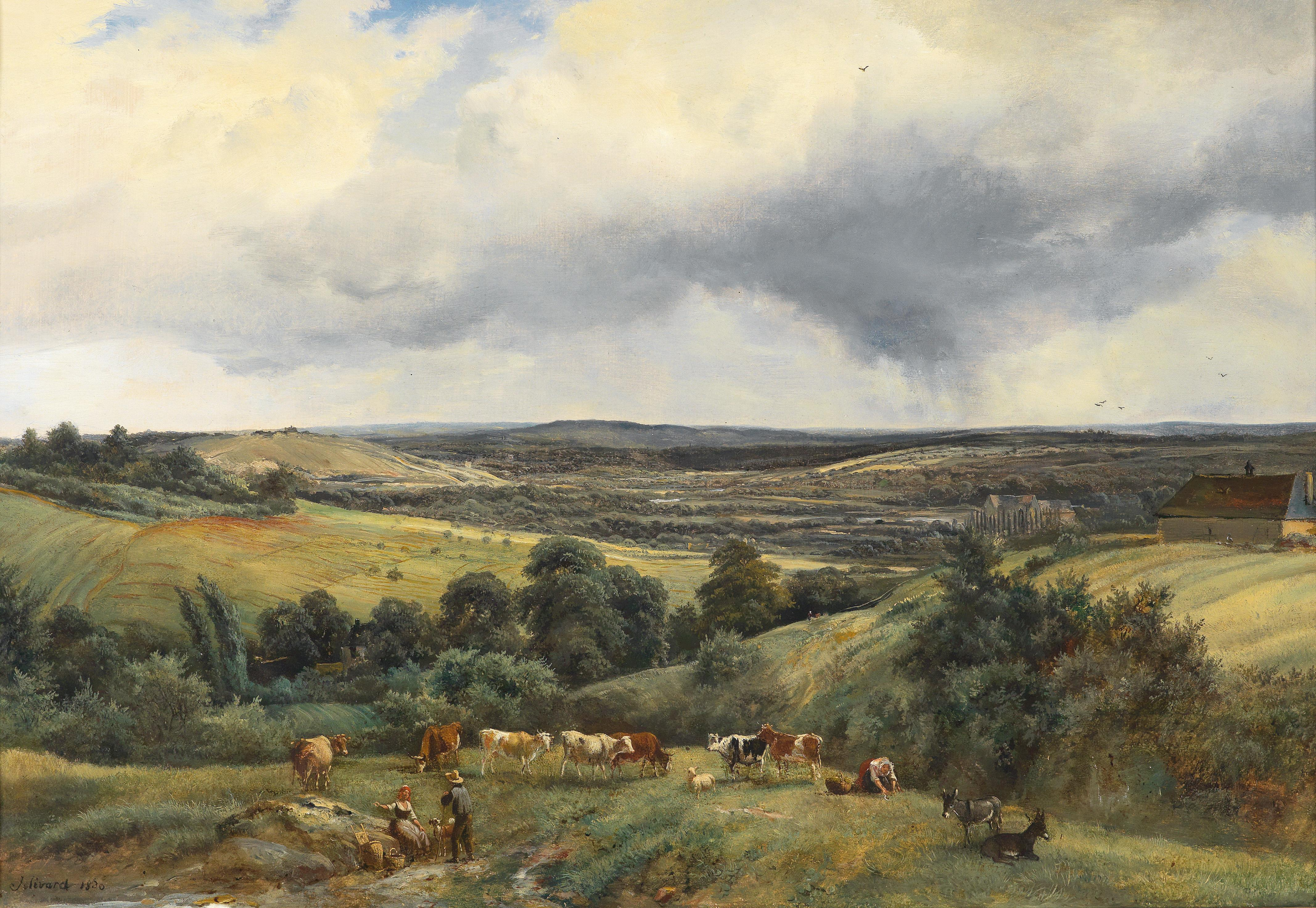
André Jolivard, Paysage avec troupeau, 1830

Fécond peintre du terroir, très inspiré par sa région natale, André Jolivard compose d'harmonieux tableaux paysagers dont la facture annonce l’école de Barbizon. Il expose aux Salons de 1819, 1824, 1827, 1833, 1834, 1835 et 1839. Il y est honoré d'une médaille en 1827. Sa toile la plus réputée, une Cour de ferme dite aussi La Ferme aux ânes, achetée par l'État au Salon de 1835, appartient au musée du Louvre.
Sa participation au Salon de 1833 inspire à Théophile Gautier, critique d'art souvent sévère, un avis mitigé : « M. Jolivard est vert et dur selon son habitude ; cependant il est juste de dire qu’il a des parties assez bien rendues » .
Un certain nombre de ses œuvres sont conservées au Musée de Tessé au Mans, aux musées des beaux-arts de Bordeaux et Rouen, au Musée Crozatier du Puy-en-Velay, au Musée Lambinet à Versailles et à l'hôtel de la préfecture de la Sarthe ainsi qu'au Musée Alfred-Canel à Pont-Audemer. 